# Liste von Persönlichkeiten der Stadt Mantua
Diese Liste enthält in Mantua geborene Persönlichkeiten sowie solche, die in Mantua gewirkt haben, dabei jedoch andernorts geboren wurden. Die Liste erhebt keinen Anspruch auf Vollständigkeit.

## In Mantua geborene Persönlichkeiten

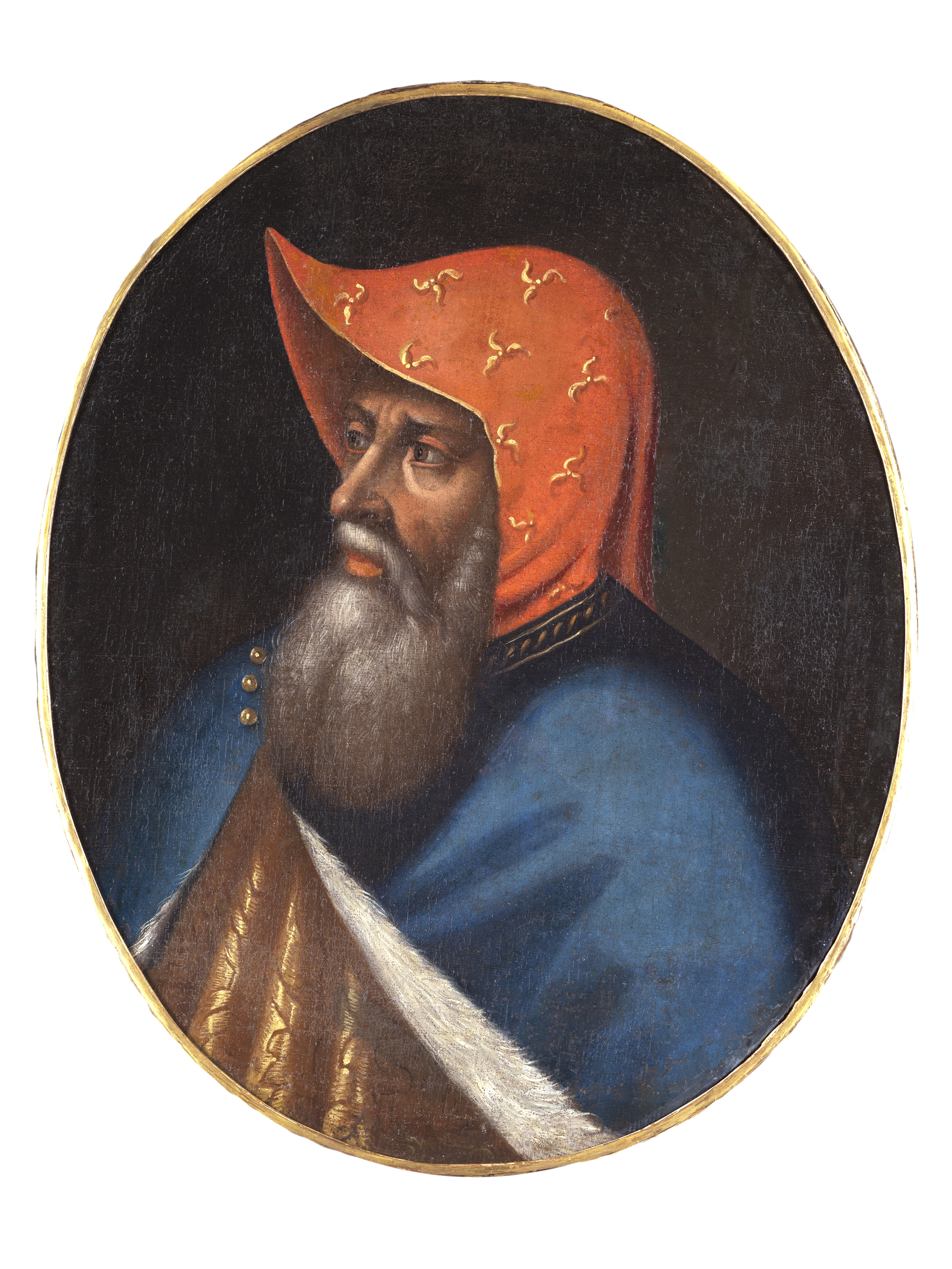
Luigi I. Gonzaga

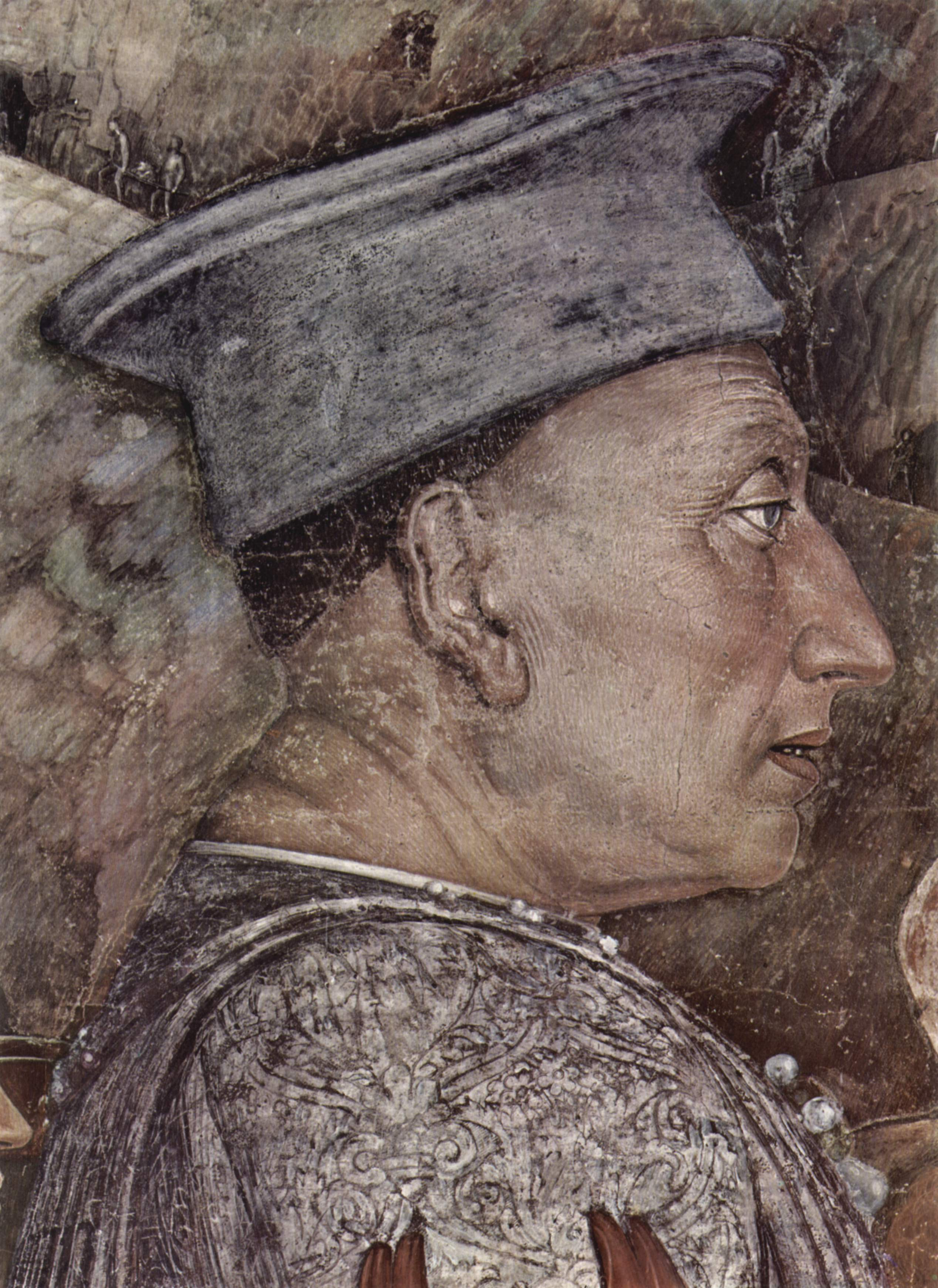
Ludovico III. Gonzaga (Andrea Mantega)

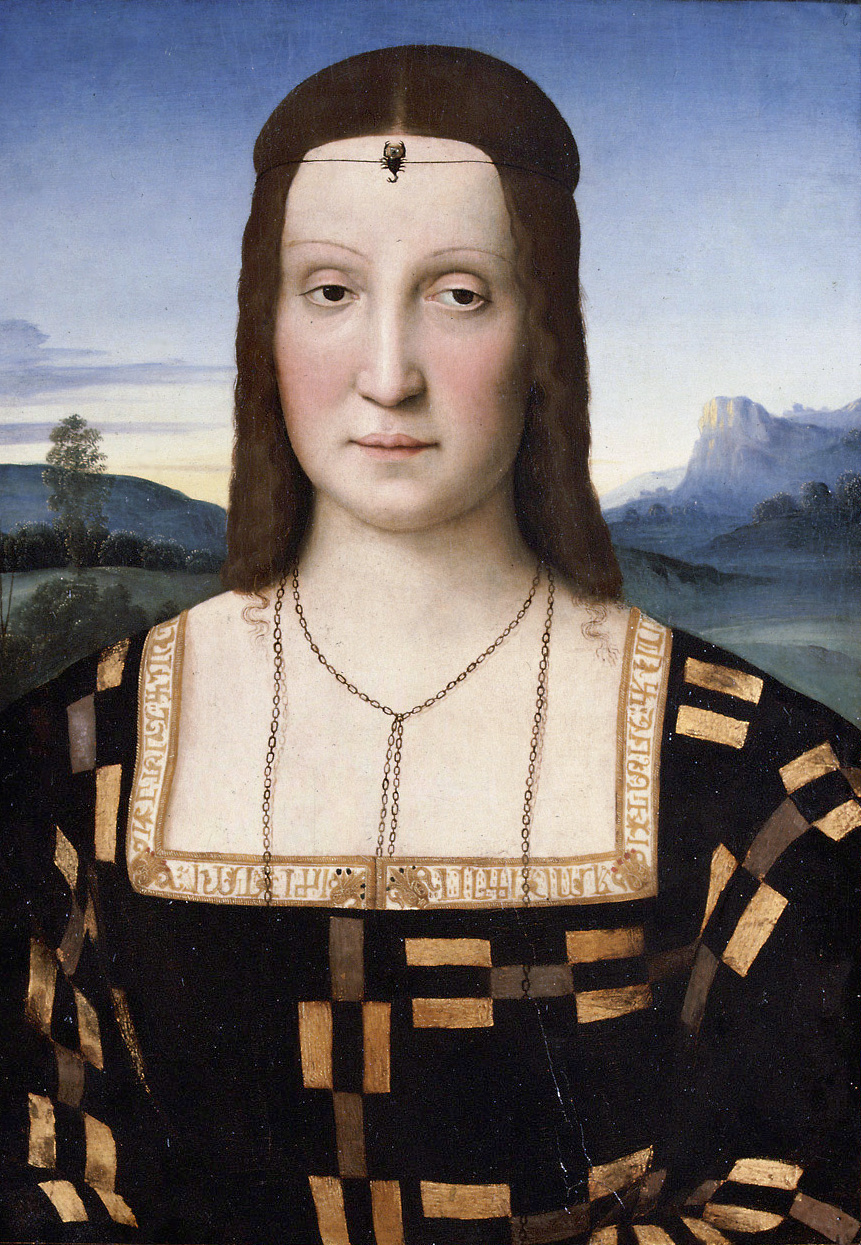
Elisabetta Gonzaga (Raffael)

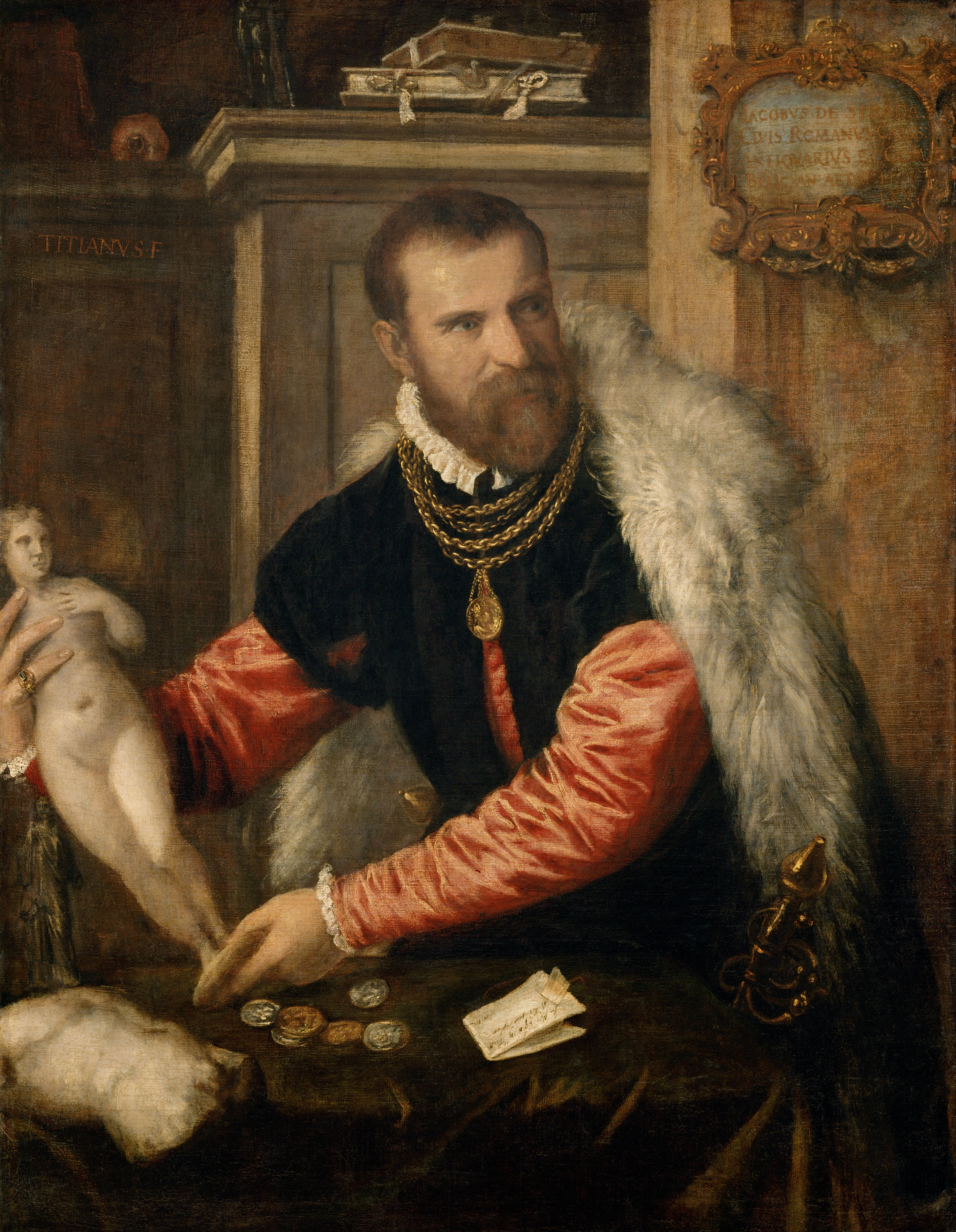
Jacopo Strada (Tizian)

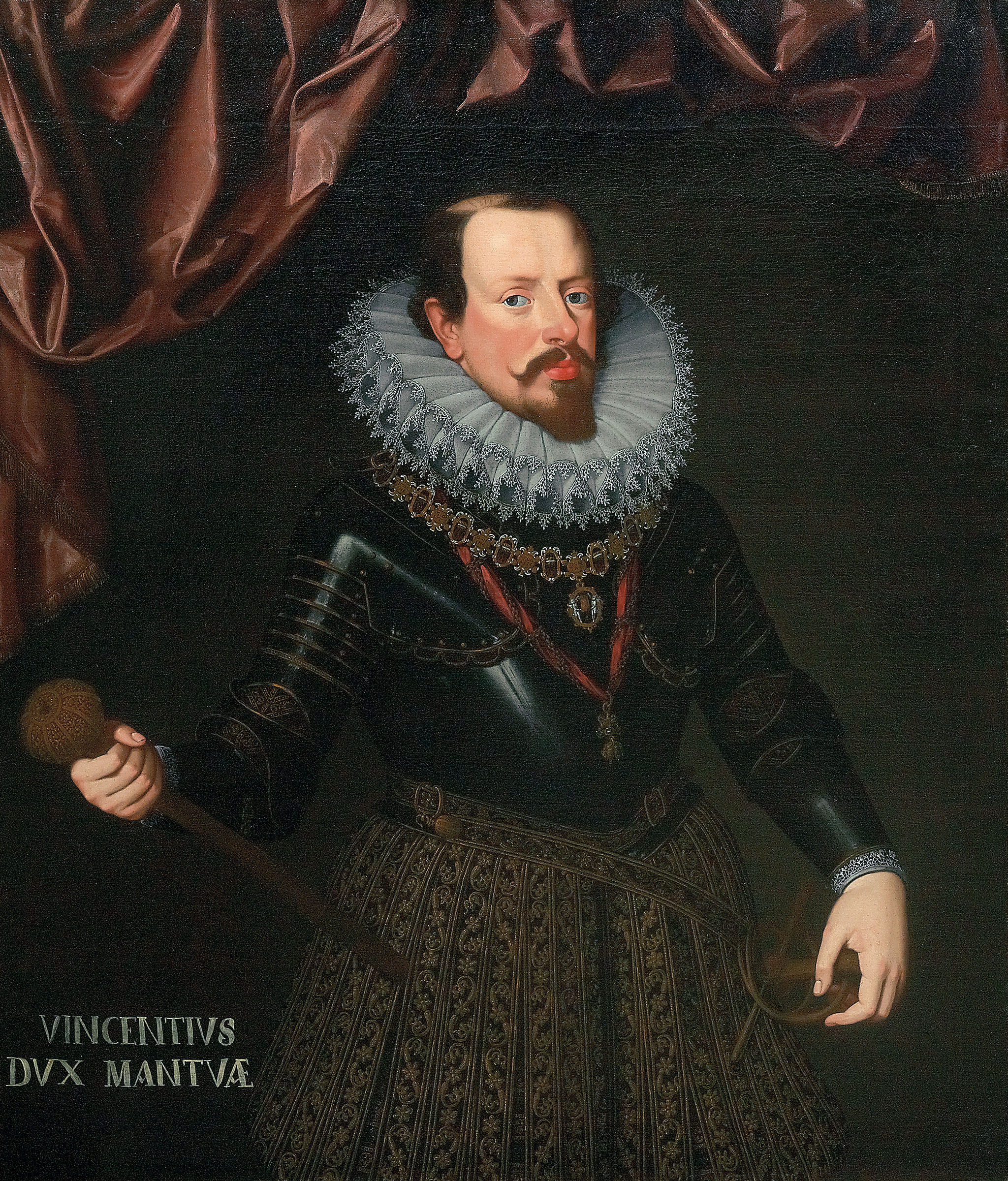
Vincenzo I. Gonzaga (Rubens)

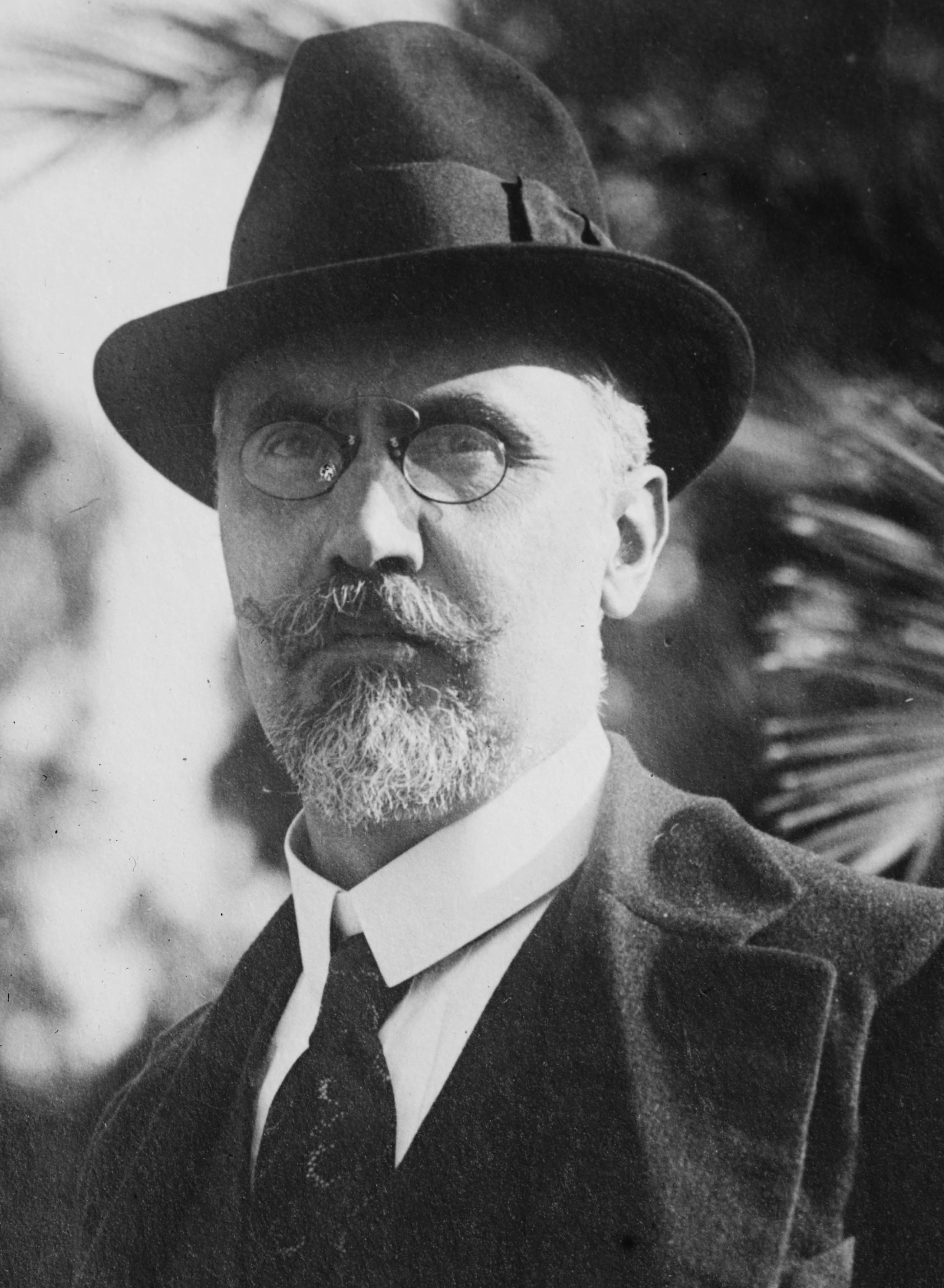
Ivanoe Bonomi

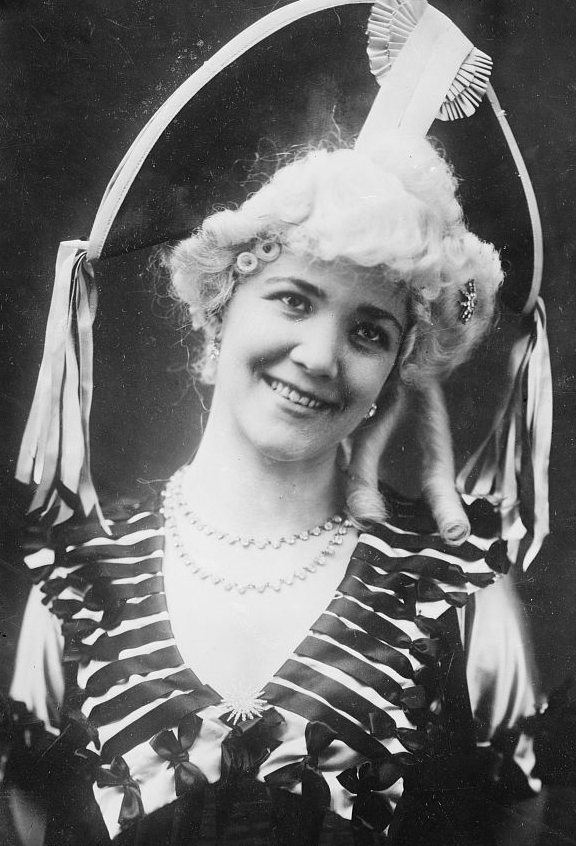
Emma Trentini

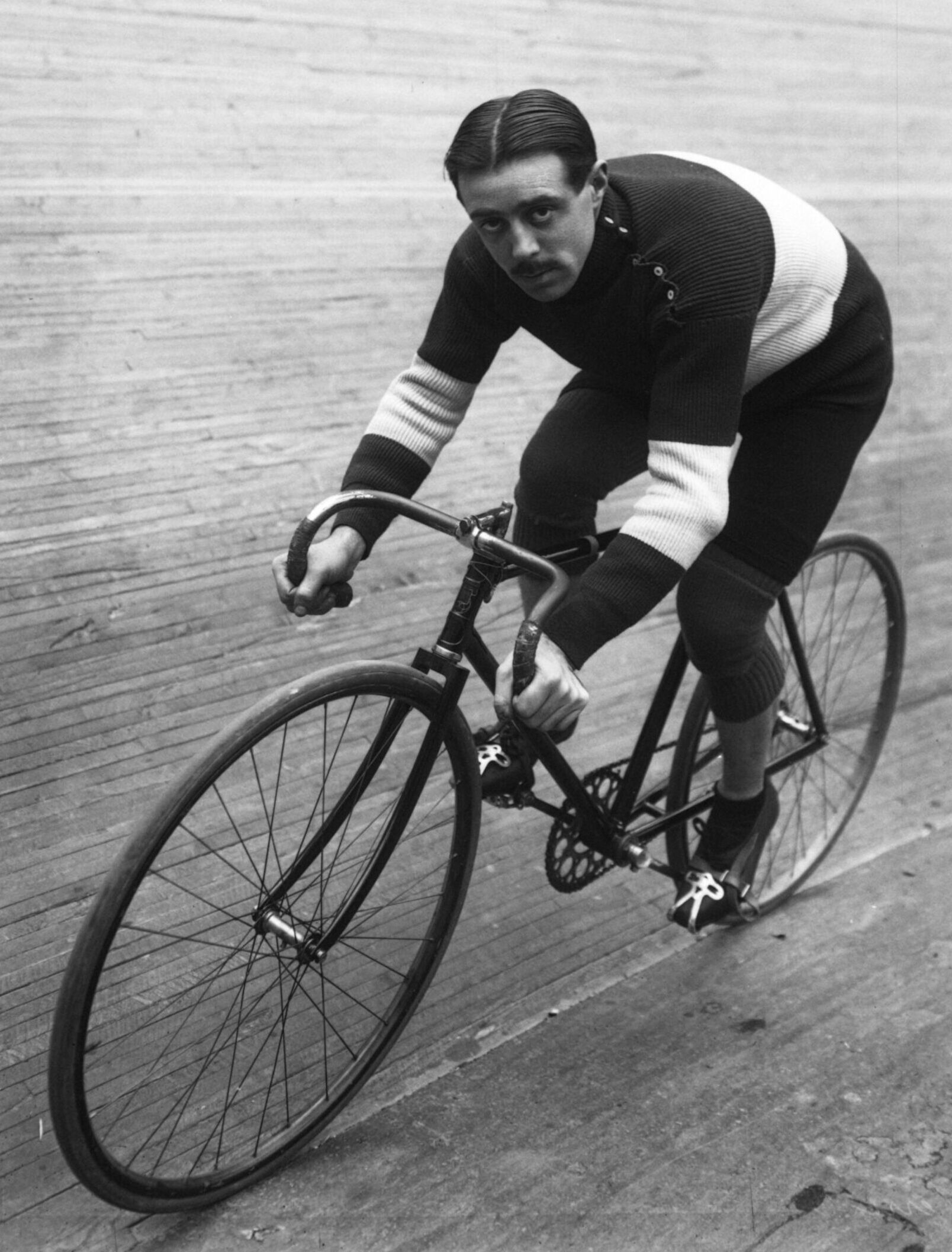
Francesco Verri

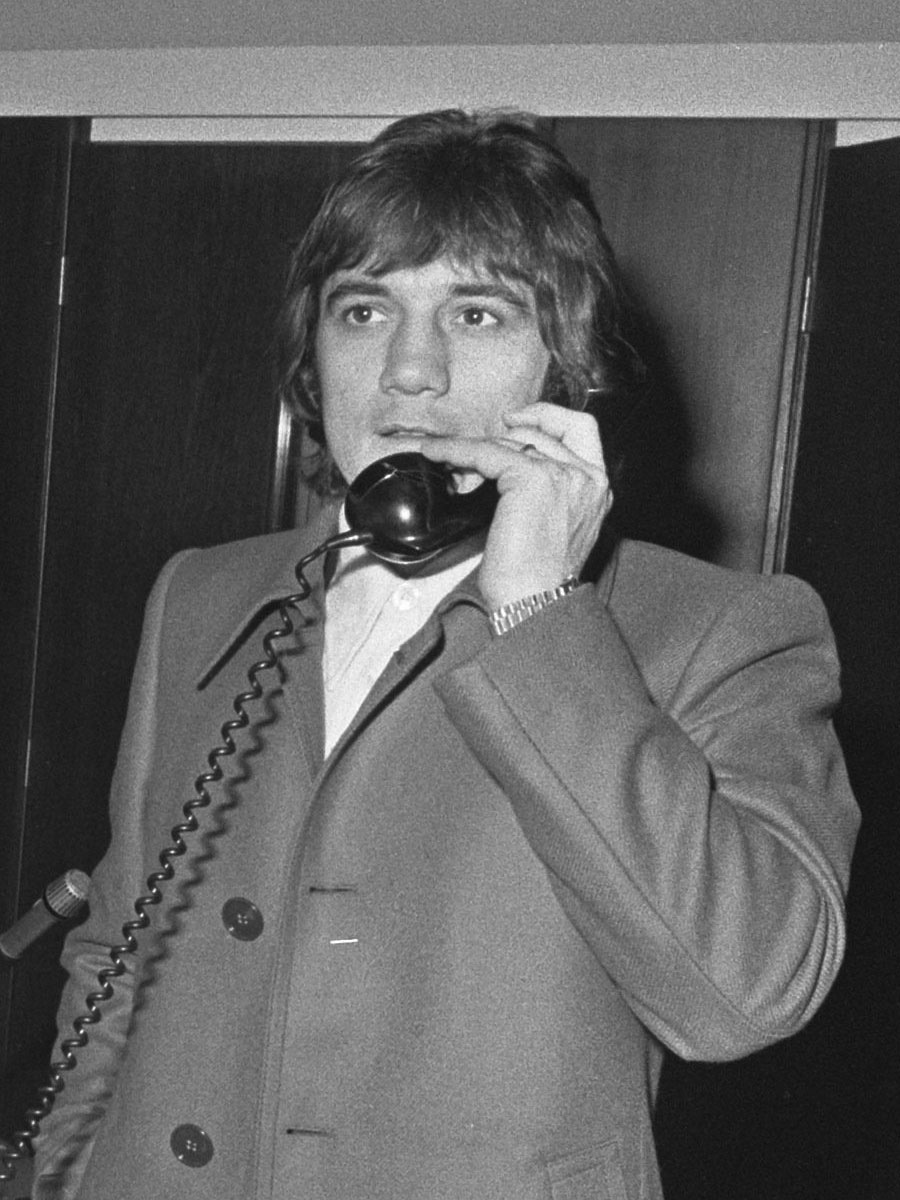
Roberto Boninsegna (1974)

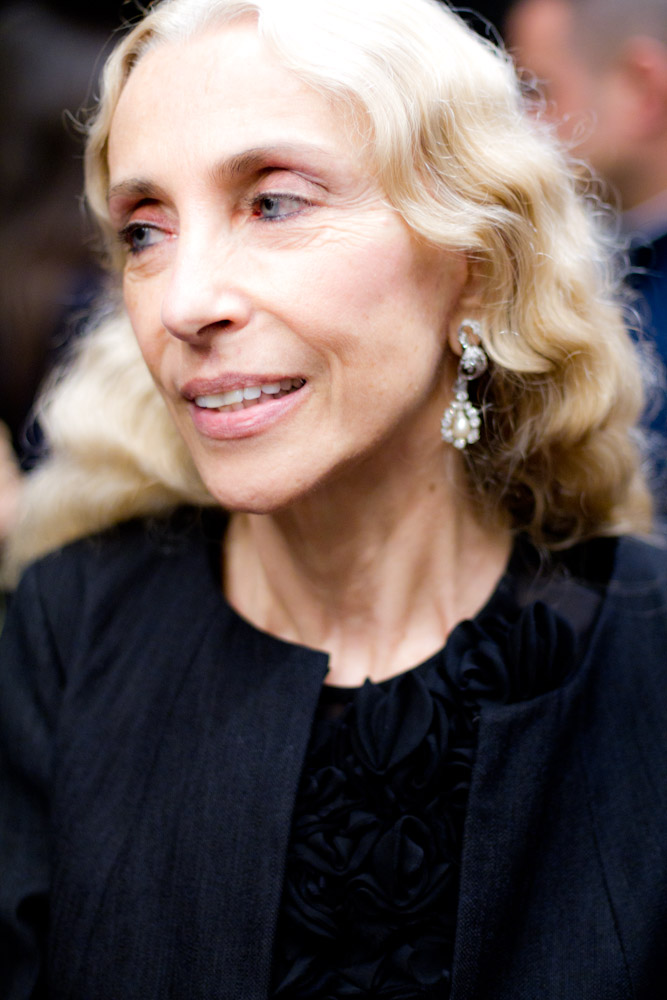
Franca Sozzani

### Bis 1400
- Johannes Bonus (1168–1249), Laienbruder
- Luigi I. Gonzaga (≈1266–1361), ab 1328 Herr von Mantua
- Rinaldo dei Bonacolsi (1278–1328), Herr von Mantua
- Guido Gonzaga (1291–1369), Herr von Mantua und ältester Sohn des Luigi I. Gonzaga
- Luigi II. Gonzaga (≈1329–1382), Graf von Mantua und Sohn des Guido Gonzaga
- Francesco I. Gonzaga (1366–1407), Graf von Mantua und Sohn des Luigi II. Gonzaga
- Gianfrancesco I. Gonzaga (1395–1444), Markgraf von Mantua und Sohn von Francesco I. Gonzaga

### 1401–1500
- Ludovico III. Gonzaga (1412–1478), Condottiere und Markgraf von Mantua Sohn des Markgrafen Gianfrancesco I. Gonzaga
- Matteo Carreri (≈1420–1470), seliggesprochener Dominikaner
- Gianlucido Gonzaga (1421–1448), Prelat und vierter Sohn des Markgrafen Gianfrancesco I. Gonzaga
- Federico I. Gonzaga (1441–1484), Markgraf von Mantua und Sohn des Markgrafen Ludovico III. Gonzaga
- Francesco Gonzaga der Ältere (1444–1483), Kardinal und Sohn des Markgrafen Ludovico III. Gonzaga
- Gianfrancesco Gonzaga di Sabbioneta (1446–1496), Graf von Sabbioneta und Rodigo, Sohn des Markgrafen Ludovico III. Gonzaga
- Battista Mantovano (1447–1516), Dichter und Humanist
- Giovanni Zaccaria Campeggi (1448–1511), Jurist und Hochschullehrer
- Franco dei Russi (aktiv 1450–1482), Miniaturmaler
- Rodolfo Gonzaga di Castiglione (1452–1495), Herr von Castiglione, Solferino und Castelgoffredo, Sohn des Markgrafen Ludovico III. Gonzaga
- Barbara Gonzaga (1455–1503), Herzogin von Württemberg und Teck, Tochter des Markgrafen Ludovico III. Gonzaga
- Pier Jacopo Alari Bonacolsi (1460–1528), Bildhauer und Medailleur
- Ludovico Gonzaga (1460–1511), Bischof und Sohn des Markgrafen Ludovico III. Gonzaga
- Pietro Pomponazzi (1462–1525), Philosoph und Humanist der Renaissance
- Paola Gonzaga (1464–1496), Ehefrau von Leonhard von Görz, Tochter des Markgrafen Ludovico III. Gonzaga
- Francesco II. Gonzaga (1466–1519), Markgraf von Mantua, älteste Sohn des Markgrafen Federico I. Gonzaga
- Sigismondo Gonzaga (1469–1525), Kardinal und zweiter Sohn des Markgrafen Federico I. Gonzaga
- Elisabetta Gonzaga (1471–1526), Herzogin von Urbino und Tochter des Markgrafen Federico I. Gonzaga
- Giovanni Gonzaga (1474–1525), Condottiere und dritter Sohn des Markgrafen Federico I. Gonzaga
- Teofilo Folengo (1491–1544), Benediktiner und Dichter der italienischen Renaissance
- Eleonora Gonzaga della Rovere (1493–1550), Herzogin von Urbino
- Federico II. Gonzaga (1500–1540), Markgraf von Mantua und Sohn des Markgrafen Francesco II. Gonzaga

### 1501–1600
- Francesco Stancaro (1501–1574), Humanist, Mediziner, Hebraist, unitarischer Theologe und Reformator
- Ercole Gonzaga (1505–1563), Bischof und zweitgeborene Sohn des Markgrafen Francesco II. Gonzaga
- Pirro Gonzaga (1505–1529), Kardinal und Sohn des Grafen Ludovico Gonzaga di Sabbioneta
- Ferrante I. Gonzaga (1507–1557), Vizekönig von Sizilien, Graf von Guastalla und Gouverneur von Mailand
- Jacopo Strada (1507–1588), Gelehrter, Maler, Architekt, Goldschmied, Numismatiker, Schriftsteller und Kunstsammler
- Giovanni Battista Bertani (≈1516–1576), Maler und Architekt des Manierismus
- Azaria dei Rossi (≈1511–1578), Humanist, Arzt und Historiker
- Giorgio Ghisi (1520–1582), Kupferstecher
- Francesco III. Gonzaga (1533–1550), Herzog von Mantua und Markgraf von Montferrat, älteste Sohn von Federico II. Gonzaga
- Antonio Possevino (1534–1611), Kleriker, päpstlicher Legat
- Alessandro Striggio der Ältere (≈1536/37–1592), Komponist, Instrumentalist und Diplomat
- Lorenzo Costa il Giovane (1537–1583), Maler
- Marcello Donati (1538–1602), Humanist, Politiker und Mediziner
- Guglielmo Gonzaga (1538–1587), Herzog von Mantua und zweiter Sohn des Herzogs Federico II. Gonzaga
- Luigi Gonzaga (1539–1595), Herzog von Nevers und Rethel
- Andrea Andreani (≈1540 – n. 1610), Verleger und Grafiker
- Federico Gonzaga (1540–1565), Kardinal und Sohn des Herzogs Federico II. Gonzaga
- Scipione Gonzaga (1542–1593), Kardinal
- Abraham Portaleone (1542–1612), Arzt und Schriftsteller
- Diana Scultori (1547–1612), Kupferstecherin
- Ippolito Baccusi (vor 1550–1609), Komponist und Kapellmeister
- Vincenzo I. Gonzaga (1562–1612), Herzog von Mantua und Sohn des Herzogs Guglielmo Gonzaga
- Anna Caterina Gonzaga (1566–1621), Ehefrau von Erzherzog Ferdinand II. von Österreich
- Salamone Rossi (≈1570–≈1630), Geiger und Komponist des Frühbarock
- Alessandro Striggio der Jüngere (1573–1630), Dichter, Librettist und Diplomat
- Rambold XIII. von Collalto (≈1575/79–1630), Diplomat und General
- Federigo Giambelli (?–nach 1585), Kriegsbaumeister
- Giulio Superchio (?–1585), Bischof von Accia, später Bischof von Caorle
- Francesco IV. Gonzaga (1586–1612), Herzog von Mantua und älteste Sohn des Herzogs Vincenzo I. Gonzaga
- Ferdinando Gonzaga (1587–1626), Herzog von Mantua und zweiter Sohn des Herzogs Vincenzo I. Gonzaga
- Francesco Gonzaga (1588/89–1673), Bischof von Nola und Sohn Herzogs Vincenzo I. Gonzaga
- Margarita Gonzaga (1591–1632), älteste Tochter von Vincenzo I. Gonzaga
- Cesare II. Gonzaga (1592–1632), Herzog von Guastalla
- Francesco Carretto de Grana (1593–1651), kaiserlicher Feldmarschall, Kämmerer, Hofkriegsrat und Botschafter
- Vincenzo II. Gonzaga (1594–1627), Herzog von Mantua und Sohn Vincenzo I. Gonzaga
- Giovanni Battista Buonamente (≈1595–1642), Komponist und Violinist
- Eleonora Gonzaga (1598–1655), jüngste Tochter von Vincenzo I. Gonzaga
- Carlo Farina (≈1600–1639), Violinist, Komponist und Kapellmeister

### 1601–1800
- Maria Gonzaga (1609–1660), Regentin der Herzogtümer Mantua, Montferrat, Nevers, Rethel und Mayenne
- Leonora Baroni (1611–1670), Sängerin, Musikerin und Komponistin
- Ferrante III. Gonzaga (1618–1678), Sohn Cesare II. Gonzaga, Herzog von Guastalla
- Salom Italia (≈1619–≈1655), Kupferstecher
- Eleonora Magdalena Gonzaga von Mantua-Nevers (1628–1686), dritte Ehefrau von Kaiser Ferdinand III.
- Carlo III. Gonzaga (1629–1665), Herzog von Mantua und Herzog von Nevers und Rethel, Sohn des Herzogs Carlo II. Gonzaga
- Vincenzo Grimani (1655–1710), Kardinal, Diplomat, und Opernlibrettist
- Solomon Aviad Sar Shalom Basilea (≈1680–1743/1749), Rabbiner und Kabbalist
- Giuseppe Bazzani (1690–1769), Maler
- Giovanni Paolo Bellinzani (≈1690–1757), Priester, Komponist und Musiker
- Silvio Valenti Gonzaga (1690–1756), Kardinal
- Antonio Francesco Riccoboni (1707–1772), Schauspieler
- Leopold von Hessen-Darmstadt (1708–1764), kaiserlicher General
- Anna Girò (≈1710–nach 1748), Sängerin
- Karl Wilhelm von Jeetze (1710–1753), Offizier
- Saverio Bettinelli (1718–1808), Schriftsteller, Dichter, Kritiker und Historiker
- Giovanni Francesco Guidi di Bagno-Talenti (1720–1799), Geistlicher
- Dominik Tomiotti de Fabris (1725–1789), k. k. Feldzeugmeister, Ritter des Maria-Theresia-Ordens und kommandierender General in Siebenbürgen
- Ludwig von Terzi (1730–1800), Feldzeugmeister
- Joseph Nikolaus de Vins (1732–1798), Geheimer Rat und Feldzeugmeister
- Abraham Vita de Cologna (1755–1832), Rabbiner
- Anton Manz von Mariensee (1757–1830), österreichischer Montanindustrieller
- Leandro Marconi (1763–1837), Architekt
- Ferdinand Arrivabene (1770–1834), Jurist und Schriftsteller
- Jakob Basevi (1780–1867), Rechtsanwalt
- Giovanni Arrivabene (1787–1881), Nationalökonom
- Carlo d’Arco (1799/1800–1873), Kunsthistoriker, Maler und Nationalökonom

### 1801–1900
- Théodelinde de Beauharnais (1814–1857), Prinzessin von Leuchtenberg und Gräfin von Württemberg
- Carlo Poma (1823–1852), Arzt und Freiheitskämpfer
- Gilberto Govi (1826–1889), Physiker und Wissenschaftshistoriker
- Lucido Maria Parocchi (1833–1903), Kurienkardinal
- Wilhelm von Janko (1835–1911), Offizier, Archivar und Historiker
- Gustav von Escherich (1849–1935), Mathematiker
- Giulio Vivanti (1859–1949), Mathematiker
- Gino Loria (1862–1954), Mathematiker und Historiker
- Arturo Miolati (1869–1956), Chemiker
- Gino Fano (1871–1952), Mathematiker
- Ivanoe Bonomi (1873–1951), Politiker
- Alfredo Guzzoni (1877–1965), General und Gouverneur von Eritrea
- Emma Trentini (1878–1959), Sängerin
- Ezio Levi (1884–1941), Romanist, Italianist, Hispanist, Mediävist und Jazzmusiker
- Francesco Verri (1885–1945), Olympiasieger und Weltmeister im Radsport
- Aldo Bergonzoni (1899–1976), Maler und Bildhauer

### Ab 1901
- Nella Maria Bonora (1904–1990), Schauspielerin, Autorin und Synchronsprecherin
- Giulio Turcato (1912–1995), Maler und Bildhauer
- Ettore Bonora (1915–1998), Romanist
- Franco Lini (1924–1996), Journalist und Teamchef der Scuderia Ferrari
- Attilio Ruffini (1924–2011), Politiker
- Gianni Bedori (1930–2005), Jazzmusiker
- Franco Migliacci (1930–2023), Liedtexter, Musikproduzent, Schauspieler und Illustrator
- Giuliana Berlinguer (1933–2014), Regisseurin und Drehbuchautorin
- Enzo Dara (1938–2017), Opernsänger
- Marcello Morandini (* 1940), Künstler, Designer und Architekt
- Paolo Mario Virgilio Atzei (* 1942), römisch-katholischer Ordensgeistlicher, emeritierter Erzbischof von Sassari
- Roberto Boninsegna (* 1943), Fußballspieler
- Roberto Colaninno (1943–2023), Unternehmer
- Franca Sozzani (1950–2016), Journalistin
- Giulia Sissa (* 1954), Historikerin und Philosophin
- Gloria Piedimonte (1955–2022), Schauspielerin, Sängerin und Tänzerin
- Paolino Dalla Porta (* 1956), Jazzmusiker
- Antonio Marcegaglia (* 1963), Unternehmer
- Dave Rodgers (* 1963), Musiker und Musikproduzent
- Alberto Jori (* 1965), Philosoph
- Emma Marcegaglia (* 1965), Unternehmerin
- Mauro Negri (* 1966), Jazzmusiker
- Cristina Sossi (* 1971), Schwimmerin
- Marco Sgarbi (* 1982), Philosoph, Philosophiehistoriker und Hochschullehrer
- Edoardo Affini (* 1996), Radrennfahrer
- Lucilla Boari (* 1997), Bogenschützin

## Berühmte Einwohner von Mantua
- Vittorino da Feltre (1378–1446), Humanist und Lehrer
- Leon Battista Alberti (1404–1472), Architekt
- Andrea Mantegna (1431–1506), Maler und Kupferstecher
- Marco Cara (1465–1525), Komponist
- Giulio Romano (1499–1546), Maler und Architekt
- Giovanni Giacomo Gastoldi (1553–1609), Sänger, Komponist, Kapellmeister, katholischer Priester
- Lodovico Grossi da Viadana (1560–1627), Franziskaner und Komponist
- Claudio Monteverdi (1567–1643), Komponist, Gambist, Sänger und katholischer Priester
- Antonio Caldara (1670–1736), Komponist
- Antonio Galli da Bibiena (1697–1774), Architekt und Dekorationsmaler
- Roberto Ardigò (1828–1920), Philosoph
- Tazio Nuvolari (1892–1953), Motorrad- und Automobilrennfahrer
- Pius X. (Giuseppe Sarto) (1835–1914), Bischof von Mantua, Papst
- Giacomo Gaioni (1905–1988), Radrennfahrer und Olympiasieger